# Saïd Benrahma
Mohamed Saïd Benrahma (arabisch محمد سعيد بن رحمة, DMG Muḥammad Saʿīd b. Raḥma; * 10. August 1995 in Aïn Témouchent) ist ein algerisch-französischer Fußballspieler, der seit Januar 2025 beim saudi-arabischen Erstligisten Neom SC unter Vertrag steht. Der Flügelspieler ist seit Oktober 2015 algerischer Nationalspieler.

## Vereinskarriere

### Anfänge bei Nizza
Saïd Benrahma begann mit dem Fußballspielen in seiner algerischen Heimat beim NRB Bethioua. Nachdem er mit seiner Familie im Alter von elf Jahren nach Frankreich übergesiedelt war, spielte er beim Balma SC und der US Colomiers, bevor er im Juli 2013 in die Jugendabteilung des OGC Nizza wechselte. In seiner ersten Saison 2013/14 spielte er hauptsächlich in der Reserve. Der Cheftrainer Claude Puel nominierte ihn Ende September erstmals für den Spieltagskader der ersten Mannschaft. Am 5. Oktober (9. Spieltag) debütierte er bei der 0:1-Auswärtsniederlage gegen den FC Toulouse in der Ligue 1, als er in der 75. Spielminute für Jérémy Pied eingewechselt wurde. In dieser Spielzeit 2013/14 kam er zu vier weiteren Kurzeinsätzen.
In der folgenden Saison 2014/15 bestritt er am 4. April (31. Spieltag) seinen ersten Ligaeinsatz und bereitete beim 2:2-Unentschieden gegen den FC Évian Thonon Gaillard ein Tor vor. Im nächsten Spiel erzielte er gegen Stade Reims den 1:0-Siegtreffer. In der restlichen Spielzeit absolvierte er ein weiteres Ligaspiel. In der Saison 2015/16 etablierte er sich als Rotationsspieler bei den Aiglons.

### Leihgeschäfte in Frankreich
Um mehr Spielpraxis zu sammeln, wechselte er im Januar 2016 auf Leihbasis bis Saisonende zum SCO Angers. Dort gelang ihm in dem halben Jahr jedoch nicht der Durchbruch und er beendete die Spielzeit mit 21 Einsätzen, in denen er drei Tore erzielte.
Nach seiner Rückkehr blieb ihm unter dem neuen Übungsleiter Lucien Favre der Schritt in die erste Mannschaft verwehrt und er bestritt bis Januar 2017 kein einziges Saisonspiel für Nizza. Im Januar wechselte er leihweise zum Zweitligisten Gazélec FC Ajaccio, wo er wieder in den Spielbetrieb eingegliedert wurde. Bei den Korsen etablierte sich der Flügelspieler rasch in der Startformation und beendete die Saison 2016/17 mit drei Toren und ebenso vielen Vorlagen in 15 Einsätzen.
Er kehrte jedoch nicht nach Nizza zurück, sondern wurde für die gesamte Spielzeit 2017/18 an den Zweitligisten LB Châteauroux ausgeliehen. Beim Meister der vorigen Drittligasaison feierte er sein Debüt mit einem Tor beim 3:2-Auswärtssieg gegen Stade Brest. Er stieg zu einem wichtigen Spieler der Mannschaft auf und trug sie mit neun Toren und fünf Vorlagen zu einem soliden Mittelfeldplatz.

### Durchbruch bei Brentford
Am 6. Juli 2018 verließ er den OGC Nizza endgültig und wechselte für eine Ablösesumme in Höhe von 1,7 Millionen Euro zum englischen Zweitligisten FC Brentford. Bei den Bees unterzeichnete er einen Vierjahresvertrag, welcher vereinsseitig um ein weiteres Jahr ausgedehnt werden kann. Sein Debüt bei seinem neuen Verein gab er am 4. August (1. Spieltag) beim 5:1-Heimsieg gegen Rotherham United, als er in der 68. Spielminute für Sergi Canós eingewechselt wurde. Sein erstes Tor gelang ihm beim 4:2-Auswärtssieg Pokalspiel gegen Southend United. Unter dem Cheftrainer Thomas Frank akklimatisierte er sich rasch und nach zehn Spieltagen hielt der Stammspieler bereits bei fünf Torvorlagen. Nachdem er in den nächsten zehn Ligaspielen ohne Torbeteiligung geblieben war, brach er am 8. Dezember (21. Spieltag) den Bann und erzielte seinen ersten Championship-Treffer für Brentford. Nach dem Jahreswechsel gelang ihm der Durchbruch bei den abstiegsbedrohten Londonern. Im Januar 2019 traf er in drei Ligaspielen zweimal, assistierte zwei weitere Tore und ermöglichte Brentford so sieben Punkte. In der folgenden Zeit setzte sich seine starke Form fort. Am 23. Februar schoss er seine Mannschaft mit einem Dreierpack zu einem vielversprechenden 5:1-Heimsieg gegen Hull City. Nach hervorragenden zwei-einhalb Monaten sank seine Tor- und Vorlagenquote Mitte März. Er beendete die Saison 2018/19 vorzeitig vier Spiele vor Schluss aufgrund einer Knöchelverletzung. Zu dieser Zeit hielt er bei hervorragenden zehn Toren und 15 Vorlagen, welche er in 38 Ligaspielen sammeln konnte.
Diese Verletzung kostete ihn die gesamte Vorbereitung zur nächsten Spielzeit 2019/20, aufgrund dessen er die ersten Saisonspiele nicht startete. Er kehrte Ende August wieder in die Startelf zurück, blieb aber in den ersten Ligaspielen ohne Einfluss. Am 22. Oktober (13. Spieltag) erzielte er beim 3:0-Auswärtssieg gegen Swansea City sein erstes Saisontor. Mit seinen Teamkollegen Ollie Watkins und Neuzugang Bryan Mbeumo bildete er in dieser Saison das berüchtigte BMW-Trio, eines der angriffstärksten Teams der Liga. Benrahma selbst erlebte einen statistisch schwächeren Start in die Saison und stand nach der Hinrunde bei drei Toren sowie sechs Vorlagen. Nach dem Jahreswechsel steigerte er sich immens und setzte sich mit den Bees in den Play-off-Rängen der Tabelle fest. Am 1. Februar 2020 (30. Spieltag) erlebte er im Auswärtsspiel gegen Hull City ein Déjà-vu, als er seine Mannschaft wie im Jahr zuvor mit einem Hattrick zu einem 5:1-Sieg führte. Ein furioser Lauf zum Saisonende gab Brentford letztlich gar die Chance am Zweitplatzierten West Bromwich Albion vorbeizuziehen und sich den direkten Aufstieg in die Premier League zu sichern. Zwei Pleiten in den letzten beiden Spielen gegen deutlich schwächer einzustufenden Gegner Stoke City und den FC Barnsley führten dazu, dass West Bromwich nicht überholt werden konnte und der Gang in die Aufstiegs-Play-offs angetreten werden musste. Im Halbfinale eliminierte man zwar erfolgreich Swansea City, musste sich aber im Endspiel dem FC Fulham ´geschlagen geben und verpasste somit den erstmaligen Aufstieg in die Premier League. Benrahma trug mit 17 Toren und zehn Vorlagen in 46 Ligaeinsätzen zu einem dennoch erfolgreichen Saisonverlauf bei.

### Wechsel in die Premier League
Nachdem sich im September 2020 das BMW-Trio bereits mit dem Abgang von Ollie Watkins zu Aston Villa aufgelöst hatte, verließ schließlich auch Benrahma am 16. Oktober 2020 den FC Brentford in Richtung West Ham United. Dem Erstligisten schloss er sich vorerst in einem einjährigen Leihgeschäft an, wonach jedoch eine Kaufpflicht griff. Im Februar 2024 wechselte er auf Leihbasis inklusive einer Kaufoption zu Olympique Lyon. Lyon aktivierte die Kaufoption in Höhe von 14,4 Millionen Euro. In der Hinrunde der Saison 2024/25 bestritt er 13 Ligaspiele und kam dabei auf vier Scorerpunkte. Im Januar 2025 wurde er für ein halbes Jahr an den saudi-arabischen Zweitligisten Neom SC verliehen – mit einer Kaufpflicht in Höhe von 12 Millionen Euro bei Aufstieg sowie möglichen 3 Millionen Euro an Boni. Da Neom die Meisterschaft in der zweiten Liga gewann, griff die Kaufpflicht.

## Nationalmannschaft
Benrahma besitzt sowohl die algerische als auch die französische Staatsbürgerschaft, wodurch er für beide Nationalmannschaften hätte auflaufen können. Am 30. September 2015 wurde er erstmals für den Kader der algerischen Nationalmannschaft nominiert. Am 13. Oktober 2015 bestritt er seinen ersten Einsatz beim 1:0-Sieg im freundschaftlichen Länderspiel gegen den Senegal, als er in der 70. Spielminute für Baghdad Bounedjah eingewechselt wurde.